# Rhagea
Rhagea is een geslacht van vlinders van de familie snuitmotten (Pyralidae), uit de onderfamilie Phycitinae.

## Soorten
- R. packardella Ragonot, 1887
- R. stigmella Dyar, 1910